# Reederei Jüngerhans
Die Jüngerhans Maritime Services GmbH & Co. KG, kurz Reederei Jüngerhans, ist eine familiengeführte Reederei mit Sitz in Haren (Ems).

## Einzelheiten
Die Wurzeln der Reederei lassen sich über zwölf Generationen von Schiffern und Kapitänen bis in das 17. Jahrhundert zurückverfolgen. Das heutige Unternehmen geht auf den 1865 geborenen Heinrich Jüngerhans zurück, der 1931 das Küstenmotorschiff Maria erwarb. Heinrichs Sohn Stephan gründete 1961 die Stephan Jüngerhans & Söhne oHG und ließ im selben Jahr das nächste Schiff des Familienunternehmens, die A. Jüngerhans, bauen. 1965 gab man das nächste Küstenmotorschiff, die Stefan J, in Auftrag, die von Stephans Sohn Heinrich Jüngerhans geführt wurde. Im Jahr darauf folgte mit der Adele J der nächste Neubau, bei dem der zweiten Sohn Stefan Jüngerhans die Leitung übernahm. 1971 ging man bei der Stephan J zum ersten Mal dazu über, das Kapital für den Neubau mittels einer Kommanditgesellschaft aufzubringen. Ende der 1970er Jahre stieg die Reederei mit dem LoRo-Schiff Adele J in ein neues Gebiet der Frachtschifffahrt ein und ersetzte in den 1980er Jahren kleinere Einheiten durch größere Schiffe. Anfang der 1990er Jahre begann ein Flottenausbau im Serienschiffbau von Container- und Mehrzweckschiffen. Im Jahr 2000 erfolgte mit 13 Einheiten des Typs Century 8000, die bis zum Jahr 2007 in Dienst gestellt wurden, der Einstieg in das Segment Schwergutschiff. Im gleichen Jahr wurde die Jüngerhans Maritime Services GmbH & Co. KG gegründet und übernahm den Reedereibetrieb.
Heute (Stand Juli 2024) betreibt die Reederei eine Flotte von 32 Container- und Schwergutschiffen. Zudem sind drei Neubauten im Auftrag.